# 茨菰
茨菰（学名：Sagittaria sagittifolia），又称葃菇、燕尾草、白地栗等，俗寫做慈姑、慈菇，是泽泻科慈姑屬的一种植物，球莖可食用。原产中国华中、华南等。分佈於歐洲與亞洲、大洋洲、欧洲以及中国大陆的新疆阿勒泰等地的溫帶溼地，生长于海拔600（2,000英尺）的地区，一般生长在水塘静水处、沼泽、湖边及缓流溪沟。

## 形态
茨菰属多年生直立水生草本。有纤匐枝，末端膨大成球茎。长20-40厘米；叶子形态变化极大，通常为戟形，基部裂片长5-40厘米，宽0.4-13厘米，顶端钝或短尖，基部裂片短、与叶片等长或较长，多少向两侧开展。花葶同总状花序高10-50厘米；总状花序，花3-5朶为一轮，单性，下部为雌花，具短梗，上部为雄花，具细长花梗；苞片呈披针形；3个外轮花被片,片状，卵形，顶端钝；3个内轮花被片，花瓣状，白色，基部常有紫斑；雄蕊多枚；心皮多数，密集成球形。南北各省区水稻田或沼泽地常见。在中国南方有栽培，但亦为田间杂草；广布于欧洲。北美至亚洲。球茎供食用。

## 图片展示

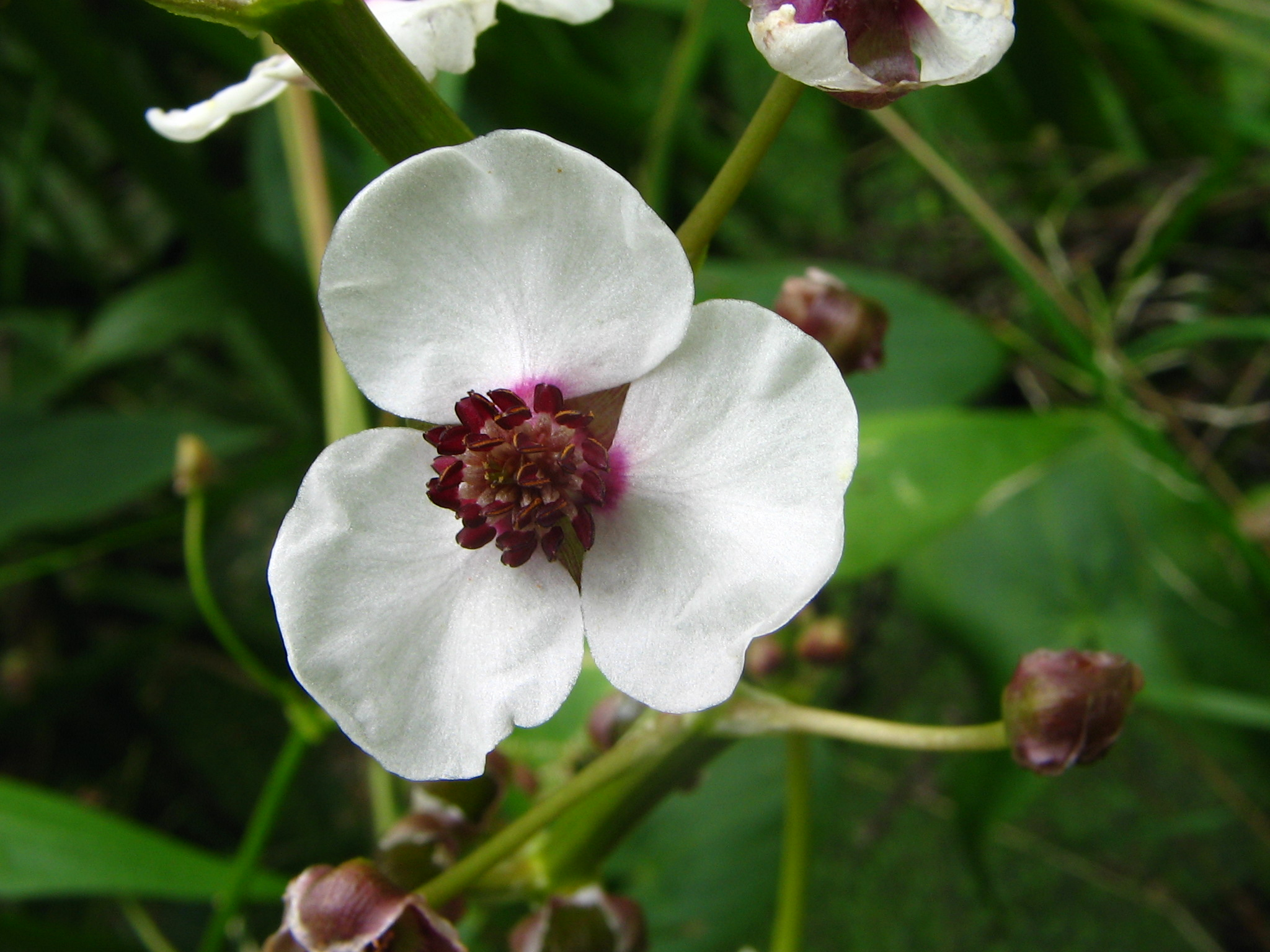
花
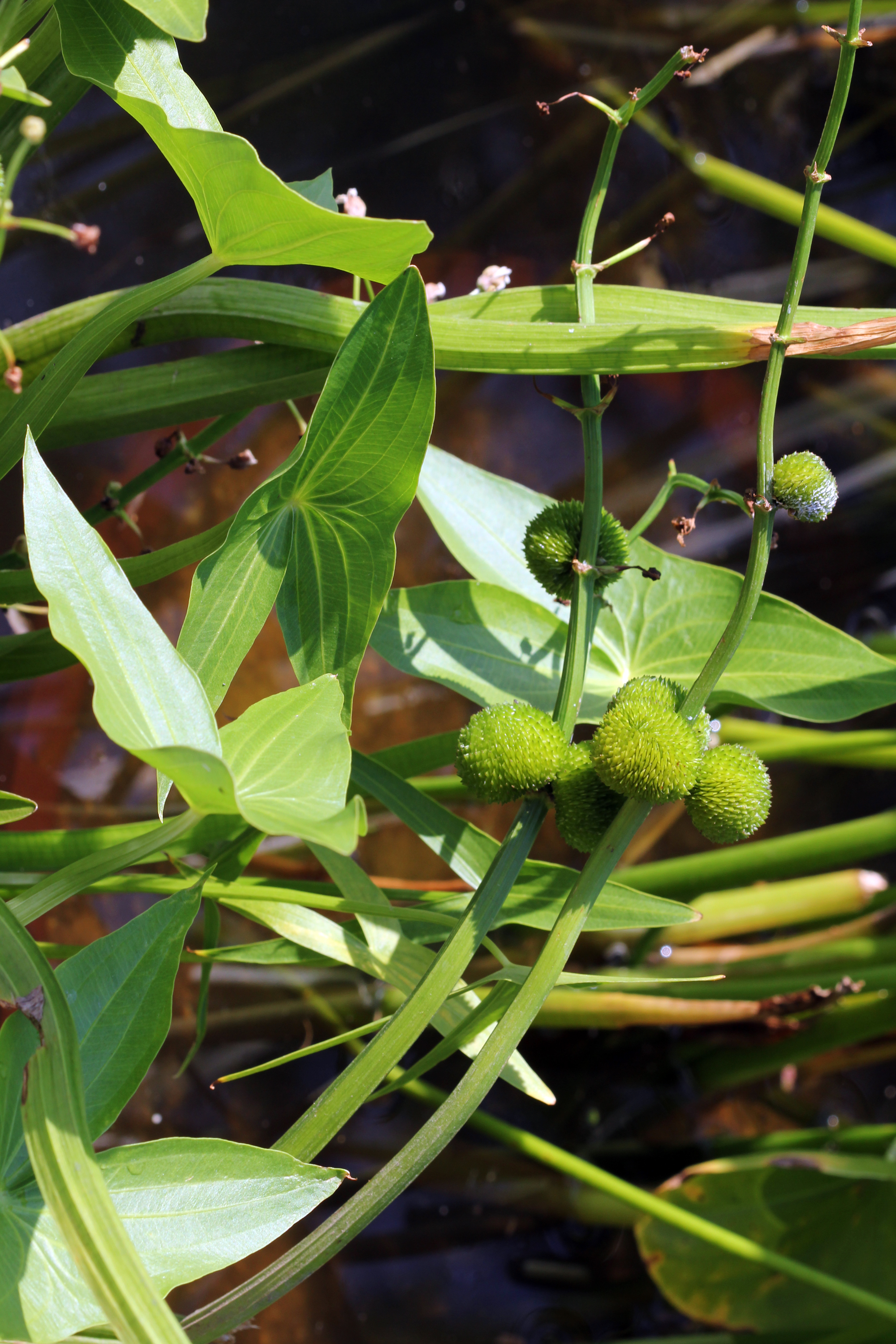
果实
食用球莖。雲南瀘西，中國。

## 文学艺术
- 作家汪曾祺在散文《故乡的食物 （页面存档备份，存于）》中记述了江苏高邮的“茨菇”吃法。

## 外部連結
- Sorting Sagittaria names （页面存档备份，存于）
- Sagittaria
- Photo of Sagittaria sagittifolia tubers
- 慈姑 Cigu （页面存档备份，存于） 藥用植物圖像資料庫 (香港浸會大學中醫藥學院) （繁體中文）（英文）

## 延伸阅读
[在维基数据编辑]
 《欽定古今圖書集成·博物彙編·草木典·慈姑部》，出自陈梦雷《古今圖書集成》
 《植物名實圖考·慈姑》，出自吳其濬《植物名實圖考》